# 623

## Nașteri
- 28 martie: Marwan I  (d. 685)